# Leptotyphlops albifrons
Leptotyphlops albifrons (sinonimi: Glauconia albifrons BOULENGER 1893; Stenostoma albifrons WAGLER 1824), vrsta malene zmije porodice Leptotyphlopidae. Naraste do deset centimetara dužine a hrani se sitnim kukcima, mravima, termitima i larvama. 
Živi na podrulju JužneAmerike: Venezuela, Kolumbija [Castro,F. (pers. comm.)] Brazil (Pará, Rio Grande do Norte), Peru (Pasco: [HR 31: 186]) Argentina (Cordoba), Paragvaj, Urugvaj, Bolivija magnamaculata: Providencia, San Andres Terra i Kariba Antilske Amerike Trinidad, Tobago ?, a na otoku Bonaire jedina je vrsta zmije. 
Jedan od uobičajenih naziva za nju je waglerova slijepa zmija (Wagler's blind snake).